# Autoetnografía
La autoetnografía es un método  de investigación social que se caracteriza por enlazar la experiencia personal del etnógrafo, con conceptos sociales, políticos y culturales. Su diferencia con la etnografía, entendida en el sentido tradicional, es el alto grado de subjetividad que es introducido al estudio, y el hecho de que la perspectiva del autor muestra una implicación personal mucho mayor que la pretendida en una observación participante.
A partir de la década de 1970, el impacto y aplicación de la autoetnografía han ido en aumento. A pesar de ello, sigue siendo un tema de controversia y es criticada a veces debido a su naturaleza subjetiva e individualista, la cual podría socavar su credibilidad científica. La implicación personal del autor con los acontecimientos sociales que describe y analiza es en ocasiones considerada como algo que podría nublar su objetividad. Queda aún por considerar si la autoetnografía debería ser juzgada en los mismos términos que la etnografía tradicional, cuando se podría argumentar que tienen propósitos diferentes. El punto de vista subjetivo es justamente lo que la autoetnografía tiene para aportar frente a los métodos tradicionales.

## Definiciones
Garance Maréchal define a la autoetnografía como “una forma o método de estudiar aquello que implica auto-observación e investigación reflexiva en el contexto del trabajo de campo y la escritura etnográfica”. En la década de 1970 era más sencillamente definida como “etnografía interior” ("insider ethnography"), refiriendo al hecho que el grupo de estudio es el propio etnógrafo.
Carolyn Ellis la define como “un género de escritura e investigación autobiográfico que […] conecta lo personal con lo cultural", mientras que Laurel Richards dice que "las autoetnografías son altamente personalizadas, textos reveladores en los cuales los autores cuentan relatos sobre su propia experiencia vivida, relacionando lo personal con lo cultural". El enfoque de estos dos investigadores es amplio y parte del hecho de que una experiencia individual puede ayudar a explicar realidades socio-históricas más generales. De la misma forma, consideran a la autoetnografía como una mezcla de géneros, provenientes de la literatura y otras disciplinas de las ciencias sociales y las humanidades que dan como resultado textos que se asemejan a una novela o un relato corto, a la poesía, al ensayo fotográfico, al ensayo literario o al diario íntimo o a la prosa aplicada a fenómenos sociales; igualmente consideran que dentro de la investigación cualitativa puede estar presente bajo diferentes nombres como narrativa heurística, sociología lírica, práctica creativa analítica, autobiografía, etnografía personal o no-ficción narrativa.
Por su parte, Johanna Uotinnen explica que la autoetnografía es un método en el cual las experiencias personales del investigador son la parte central de su investigación; un tipo de escritura autobiográfica y una técnica de investigación que vincula lo personal con lo social y lo cultural. En este sentido, la autoetnografía puede referirse solo a la forma de obtener los datos o conocimientos y/o a la forma de presentar los resultados. De acuerdo a Uotinnen, la autoetnografía puede y debe ser personal, académica, analítica, evocadora, rigurosa, emotiva y con el potencial de transformar la realidad que describe.
En general, es aceptado que la autoetnografía abreva de otras disciplinas o técnicas distintas a la etnografía y que su definición es amplia o, incluso, esquiva.

## Historia y desarrollo
La autoetnografía encuentra sus antecedentes, al igual que la etnografía, en la antropología tradicional, positivista y de rasgos colonialistas, que hasta el final de la Segunda Guerra Mundial se preocupó principalmente por el estudio del "otro".
Es hacia finales de la década de 1970 que se empieza a hablar de la autoetnografía, término que, sin embargo, se aplica sobre todo a etnografías de un grupo del que el investigador se considera miembro. El primero que habría usado el término en este sentido habría sido D. Hayano en su artículo  "Auto-ethnography: Paradigms, problems, and prospects", publicado en 1979.
Es en la década siguiente cuando en realidad se encuentran los antecedentes de lo que hoy se entiende como autoetnografía. Con la crisis de representación que tiene lugar en las ciencias sociales, el rol de autoridad del investigador se empieza a cuestionar y por tanto la supuesta objetividad que posee su presentación de la realidad. Ante esto, en la década de 1990 se asiste a una verdadera transformación en las metodologías y en el reporte de resultados. Es así que las investigaciones sociales empiezan a incorporar de manera más consciente, elementos de la literatura.
Es también en esta última década que tres de los principales promotores de la autoetnografía como técnica y género académico hacen su aparición: por un lado Carolyn Ellis y Arthur Bonner, y por otro Laurel Richardson.

## Beneficios y consideraciones
El elemento más significativo que la autoetnografía introduce al estudio de la cultura y la sociedad es el cambio desde un punto de vista despersonalizado, distanciado y neutral, por la narrativa de una historia en la cual la audiencia puede comprometerse moral, estética e intelectualmente, y, de este modo, co-participar en los acontecimientos que se describen. Especialmente para los etnógrafos que utilizan informantes múltiples, la autoetnografía introduce una manera alternativa de escribir, donde “la distinción entre el investigador y los ‘otros' es difusa”, desafiando así “identidades y fronteras impuestas”.
Aun así, la autoetnografía tendría que evitar algunos peligros que podrían socavar la credibilidad y utilidad de su trabajo. Heewon Chang identifica los siguientes: "(1) foco excesivo en el propio investigador en aislamiento de otros; (2) demasiado énfasis en la narración más que el análisis e interpretación cultural; (3) exclusiva confianza en la memoria personal y el recuerdo como fuente de datos; (4) negligencia de estándares éticos con respecto a otros en las auto-narrativas; y (5) aplicación inapropiada de la etiqueta autoetnografía".
Sobre el carácter netamente subjetivo de la autoetnografía, Johanna Uotinne apunta que todo conocimiento etnográfico es subjetivo, parcial y ligado directamente a su contexto, pero es precisamente en este compromiso que establece con las perspectivas personales que la etnografía y la autoetnografía pueden ser aceptadas o rechazadas. Es por ello que esta investigadora sugiere que, para superar sus contradicciones y tensiones, la autoetnografía puede servir como punto de partida para situarse en la probable situación de los sujetos a estudiar.

## Ejemplos de autoetnografía
Algunos ejemplos de autores y trabajos hechos con el método o la forma de autoetnografía son:

### Mercedes Blanco
Luego de hacer un recorrido histórico del término de autoetnografía, el artículo académico de Mercedes Blanco "Autoetnografía: una forma narrativa de generación de conocimientos" comparte un ejemplo concreto de esta metodología. Se trata del relato de la llegada del primer televisor, durante los años cincuenta, a los hogares de sectores medios de la Ciudad de México. Dicho trabajo, basado en los recuerdos de Blanco, se inserta a su vez, como explica la autora, en el proyecto académico que sostiene desde hace varios años, titulado "Generación y Género: mujeres mexicanas de clase media en la segunda mitad del siglo XX (CIESAS-DF)" cuyo objetivo general es dar cuenta de "cómo los eventos históricos y cambios económicos, sociales, demográficos, políticos y culturales, moldean o configuran tanto las vidas individuales como los agregados poblacionales denominados generaciones o cohortes". El grupo que forma parte del proyecto y de la autoetnografía es el conformado por mujeres de clase media, nacidas en la Ciudad de México a principios de la década de 1950.

### Cemil Egeli
En la segunda década del siglo XXI, Cemil Egeli desarrolló el uso de la autoetnografía para describir la experiencia cultural mixta. Su primer trabajo publicado a este respecto fue el artículo académico "I'm half Turkish - dancing bears and marble stairs" (Soy mitad turco - osos bailarines y escaleras de mármol) de 2016. Un año después, publicó "Autoethnography: a methodological chat with self" (Autoetnografía: una charla metodológica con uno mismo"), texto autoetnográfico donde, a manera de entrevista donde él mismo pregunta y responde, comparte su experiencia al escribir el primer artículo referido.
El primer texto y la consecuente reflexión del segundo usan la experiencia personal del investigador -hijo de padre turco y madre inglesa- para hablar de las personas con orígenes culturales mixtos que viven actualmente en Inglaterra y que interactúan en el contexto particular de la salida de este país de la Unión Europea o el llamado Brexit. Para dar forma al primer relato, Egil comenzó con la escritura de un diario en el que anotaba todos los pensamientos y experiencias que consideraba útiles, a veces de manera consciente y, poco después, de una manera más natural o heurística. Posteriormente recopiló información de reuniones a las que asistió, de una enfermera en un hospital, de una visita al consulado turco, o de encuentros con escritores en Radio 4.
En las conclusiones del artículo de 2017 escribe que la autoetnografía puede resaltar las complejidades de la experiencia de personas operando entre o en el borde de más de una cultura o grupos, además de que puede aportar valiosa información a profesionales encargados de asesorar a estos mismos grupos o miembros de estos como psicólogos, trabajadores sociales, pedagogos, etc.
En mayo de 2017 ofreció una conferencia sobre este tema bajo el título de “How might an individual experience the impact of a mixed cultural heritage?” (¿Cómo un individuo experimenta el impacto de la herancia cultural mixta?).

### Claire Smith
Como parte de su tesis de maestría en Psicopedagogía de la Universidad de Ottawa, Claire Smith incluyó el uso de la autoetnografía para hablar de los beneficios de realizar actividades creativas en el proceso de rehabilitación de pacientes que sufren accidentes cerebrales. Víctima de un accidente cerebral severo (AIB por sus siglas en inglés), Smith empezó por conducir un estudio mezclando diversas técnicas cualitativas como observación participante, entrevistas formales de grupo y entrevistas informales individuales con los pacientes, intercambio de correos electrónicos y entrevistas con especialistas. En determinado momento se percató que ella, como parte de ese mismo grupo o cultura, podría aportar información valiosa. Luego de revisar la bibliografía existente sobre el tema de autoetnografía, decidió asumir el rol de investigadora-sujeto e incorporar la autoetnografía como técnica. Finalmente, su tesis se construyó mayoritariamente como una autoetnografía. 
Debido a que todos los participantes del estudio debían realizar un proyecto artístico, las diversas partes de la autoetnografía de Smith fueron su proyecto creativo. Además de un relato de no-ficción con su propia experiencia, la investigadora-participante escribió una obra de teatro donde usó lo vivido y observado en sesiones de un grupo focal, así como una pintura de 1.2 metros por 1.8 metros, basada en el análisis de datos del estudio.

### The Uses of Literacyde Richard Hoggart
Ver artículo: The Uses of Literacy
Aunque no es considerado un trabajo autoetnográfico como tal, este libro del inglés Richard Hoggart y traducido como La cultura obrera en la sociedad de masas, presenta como metodología una mezcla de etnografía, ensayo y autobiografía. En ese sentido, es posible encontrar un vínculo entre esta obra y lo que años después recibiría el nombre de autoetnografía. El libro centra su atención en el cambio cultural que el autor percibe en la clase obrera inglesa entre la década de 1920 y 1950. Para ello, además del análisis de distintas publicaciones de masas, Hoggart echa mano de sus propias experiencias como parte de una familia obrera de Leeds, en el norte de Inglaterra.